# Fulham Women Football Club
Le Fulham Women Football Club est un club anglais de football féminin basé dans le quartier de Fulham, à Londres, fondé en 1993 et disparu en 2010.

## Histoire
Fondé en 1993 au sein du club du Fulham Football Club, l'équipe porte le nom de Fulham Ladies Football Club.
Tombé amoureux du football féminin à l'occasion de la Coupe du monde américaine en 1999, le président du Fulham FC Mohamed Al Fayed décide en avril 2000 de fonder la première équipe professionnelle britannique du genre, une petite révolution dans le monde du ballon rond. Il est alors donné trois ans à l'équipe, qui évolue en troisième division, pour accéder à l'élite, remporter la Coupe d'Angleterre ainsi que la nouvelle Coupe des champions féminines. En juillet 2000, une première championne olympique norvégienne arrive : Margunn Haugenes, la maître à jouer de la sélection nordique. Elle est rejoint en janvier 2001 par l'attaquante Marianne Pettersen vite suivie par la Danoise Katrine Petersen. Succès de l'entreprise, campagne de communication efficace, les Fulham Ladies déchaînent les envies. Via internet, l'entraîneur Franck McMorrow reçoit plus d'une centaine de candidatures spontanées au début de la saison 2000-2001. Mais le club souhaite privilégier in recrutement local avec la volonté d'ouvrir un centre de formation. Au fil des rencontres, les pionnières de Fulham reléguée sur l'un des terrains du champêtre Motspur Park, se taillent la réputation d'impitoyable ogresses au talent certain. À la mi-janvier 2001, en douze matchs de Championnat, elles remportent toutes les rencontres et inscrivent 125 buts contre deux encaissés, soit 10,4 buts par match. L'équipe est alors aussi composée de Ronnie Gibbons, jeune internationale irlandaise de vingt ans, Deena Rehman (17 ans, 75 matchs et 133 buts) ou encore la gardienne Jody Bowry.
La section est dissoute en 2006 par manque de moyens. Les membres du club décident de reformer le club sous le nom de Fulham WFC, en étant désormais indépendants du Fulham FC. Le club est à nouveau dissous en juin 2010.

## Palmarès
- Championnat d'Angleterre de football féminin
  - Champion : 2003
- Coupe d'Angleterre de football féminin
  - Vainqueur : 2002 et 2003
  - Finaliste : 2001
- Coupe de la ligue anglaise de football féminin
  - Vainqueur : 2002 et 2003
  - Finaliste : 2004
- Community Shield féminin
  - Vainqueur : 2002 et 2003

## Principales joueuses
- Margunn Haugenes
- Marianne Pettersen